# پارلیچوو
پارلیچوو (به بلغاری: Parlichevo) یک منطقهٔ مسکونی در بلغارستان است که در شهرستان برکوویتسا واقع شده‌است.